# Не так тії вороги…
«Не так тії вороги…» — вірш Тараса Шевченка, написаний 1848 року на Косаралі.

## Написання
Зберігся чистовий автограф вірша у «Малій книжці». Автограф не датовано.
Вірш датується за місцем автографа у «Малій книжці» серед творів 1848 року та часом зимівлі Аральської описової експедиції в 1848 — 1849 рока на Косаралі, орієнтовно: кінець вересня — грудень 1848 року, Косарал.
Автограф, з якого вірш переписано до «Малої книжки», не відомий. До «Малої книжки» Шевченко заніс твір під № 41 у восьмому зшитку за 1848 рік орієнтовно наприкінці 1849-го — на початку 1850 року (до арешту 23 квітня). При цьому він виправив описку в рядку 7, замінив текст рядків 11 — 12, вставив слово в рядку 5. До «Більшої книжки» вірш не перенесено. 

## Публікація
Вперше вірш надруковано за «Малою книжкою» з незначними відхиленнями («люде» замість «люди», «сі» замість «ці») у виданні: «Кобзарь Тараса Шевченка / Коштом Д. Е. Кожанчикова» (СПб., 1867, стор. 539) і того ж року за цим виданням у книжці: «Поезії Тараса Шевченка» (Львів, 1867, том 2, стор. 247 — 248).

## Сюжет
Сюжет вірша є розробкою відомого біблійного топосу про лицемірство удаваних друзів (Єремія. Гл. 9. В. 3 — 4).